# Lady Marian

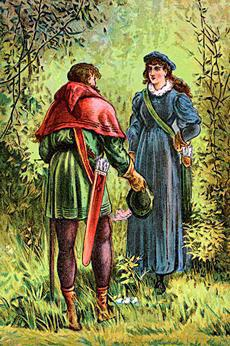
Robin Hood y Lady Marian (póster, h. 1880).

Lady Marian (o Marion) es la pareja romántica del legendario forajido Robin Hood, uno de los personajes principales en el folklore inglés. Marian era en su origen una figura «pastora» asociada a las Fiestas de Mayo, para posteriormente protagonizar el papel de noble que la caracteriza en tiempos modernos. Dicho papel, como el interés amoroso de Robin Hood, se remonta a, por lo menos, el siglo XVI.

## Historia
Lady Marian era originalmente un personaje de los juegos que se realizaban en las Fiestas de Mayo (que tenían lugar entre mayo y principios de junio, por lo general alrededor de Pentecostés) y, a veces, se le asocia con la Reina o Dama de Mayo de las mismas festividades. Jim Lees, en The Quest for Robin Hood, sugiere que Lady Marian era originalmente una personificación de la Virgen María. Tanto un "Robin" y una "Marian" se asociaron con las Fiestas de Mayo en el siglo XV, pero estas figuras eran, aparentemente, parte de tradiciones separadas: Marian de las Fiestas de Mayo es probable que derive de una leyenda francesa de una pastora llamada Marion y su pastor y amante Robin, tal como aparecen en la obra musical Le Jeu de Robin et Marion de Adam de la Halle, alrededor del año 1283. No está claro si existe una relación temprana entre el personaje de Robin Hood y el Robin de las Fiestas de Mayo, pero se transformaron en uno al ser asociados con el personaje de Marian en el siglo XVI. Marian se mantuvo asociada con las celebraciones de Mayo, incluso después de que la asociación de Robin Hood con las fiestas fue olvidada. El Robin Hood de épocas tempranas también posee un carácter pastoril en Robin Hood's Birth, Breeding, Valor, and Marriage, una de las tradicionales Child Ballads recopiladas posteriormente en el siglo XIX; donde su pareja es "Clorinda, la Reina de las Pastoras". Clorinda sobrevive en algunas historias posteriores como un alias de Marian.
Para finales del siglo XVI, el personaje de Robin Hood toma un cariz más aburguesado, siendo retratado como un histórico noble forajido. Desde ese momento, el personaje de Marian también sufre una transformación, convirtiéndose en parte de la nobleza, conservando algunas características de su personaje "pastor" de las Fiestas de Mayo. En una obra isabelina, Anthony Munday identificó a Marian con Matilde, hija del noble Robert Fitzwalter, opositor al rey Juan I de Inglaterra, que hubo de huir de Inglaterra debido a un intento de asesinato planeado por este último (atribuido a los intentos de Juan de seducir a Matilda). En historias posteriores de la leyenda, Marian se le denomina como "Marian Fitzwalter".

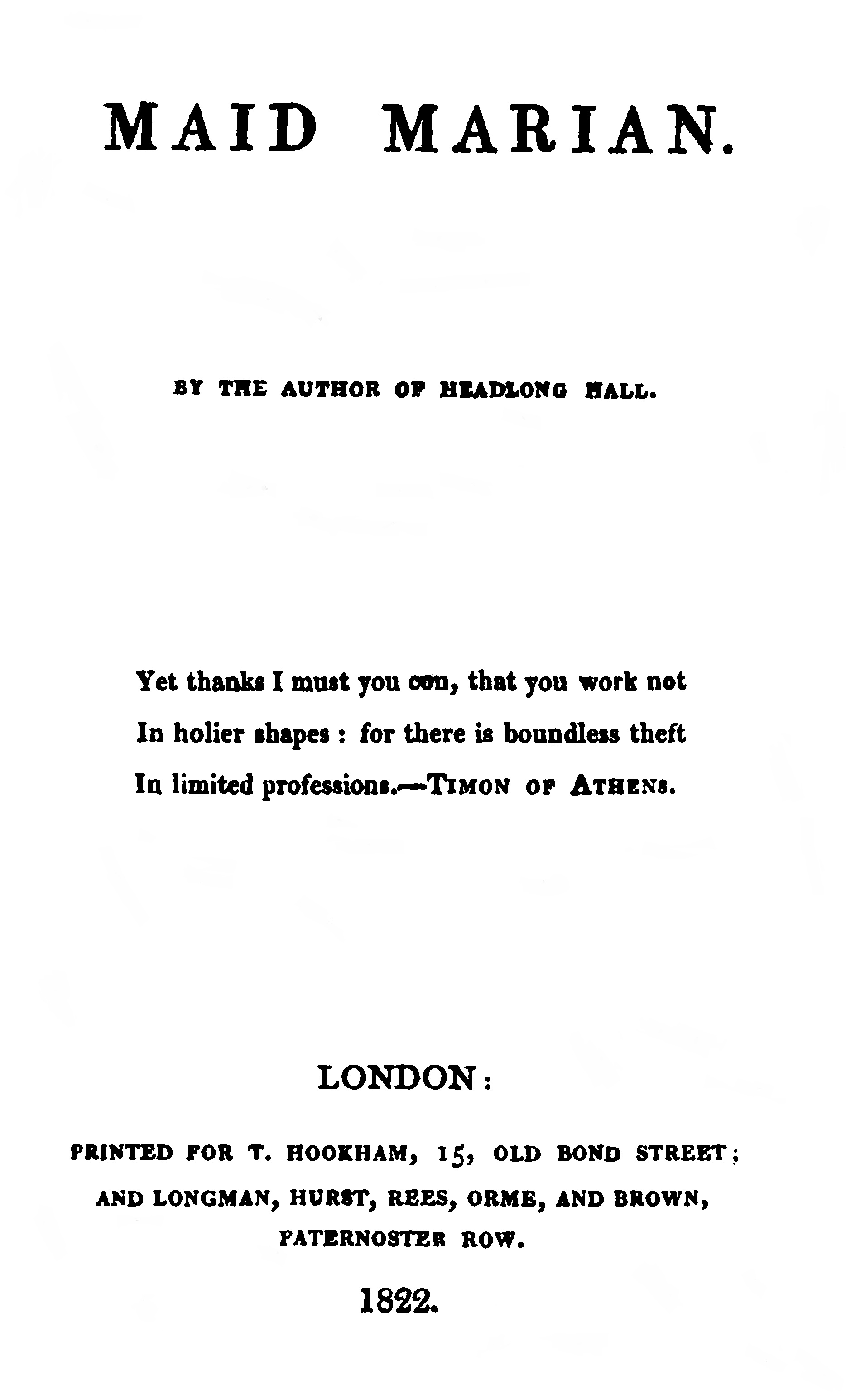
Primera página de Maid Marian, novela de Thomas Love Peacock publicada en 1822.

Otra Cill Ballad, que data del siglo XVII y titulada Robin Hood and Maid Marian, a Marian se le caracteriza como "una fina dama que posee un título noble", y que supera en belleza a Helena de Troya y a Jane Shore. Separada de su amante, ella comienza a vestirse como escudero y recorre los bosques buscando encontrar a Robin Hood, quien disfrazado, comienza a luchar con Marian. Tal como suele suceder en estas baladas, Robin Hood pierde de la lucha de una forma cómica, y Marian solo le reconoce luego de ello. Esta balada pertenece a la tradición del conde de Huntington, una supuesta "identidad histórica" de Robin Hood, que se remite a finales del siglo XVI.
Las adaptaciones a la leyenda realizadas por la cultura popular del siglo XX han ofrecido una imagen casi invariable de Lady Marian, identificándola como una mujer perteneciente a la nobleza, con un carácter rebelde. En 1938, Olivia de Havilland interpreta a Marian en la película The Adventures of Robin Hood, caracterizándola como una mujer valiente y leal, y parte de la corte real como huérfana bajo protección del rey Ricardo Corazón de León. Aunque con cualidadades propias de una dama, su antagonismo inicial a Robin nace por la aversión al robo de ella, no por un desdén aristocrático. En el film The Story of Robin Hood and His Merrie Men de 1952, se le caracteriza parte de las damas de honor de la reina madre Leonor de Aquitania durante las Cruzadas, pero con la ambivalencia de escapar como un niño travieso al campo cuando se presenta la ocasión. En la película de animación de Disney de 1973 y la épica Robin Hood: Prince of Thieves de 1991, se le transforma en pariente real: sobrina de los reyes Ricardo y Juan, y prima de Ricardo, respectivamente. Por su parte, en la serie de televisión de 2006, realizada por la BBC, Marian es hija del ex-sheriff y estaba desposada con Robin antes de que él fuera a luchar a Tierra Santa.
Marian como sirvienta es otro personaje femenino fuerte que ha hecho de ella una atención popular en la ficción feminista. Theresa Tomlinson, en la serie de novelas The Forestwife (1993-2000), la caracteriza como una chica normanda de alta cuna que escapa de un matrimonio arreglado; llegando al bosque de Sherwood, donde se familiariza con Robin Hood y sus hombres.

## Literatura
Basados en el personaje ficticio de Marian, han sido escritos varios libros, destacando:
- Maid Marian (1822) de Thomas Love Peacock
- Maid Marian (2004) de Elsa Watson
- Lady of the Forest (1992) y Lady of Sherwood (1999) de Jennifer Roberson
- The Forestwife (1993-2000) de Theresa Tomlinson
- The Outlaws of Sherwood (1988) de Robin McKinley

## Interpretaciones

### Cine
| - Enid Bennett en Robin Hood (1922) - Olivia de Havilland en The Adventures of Robin Hood (1938) - Joan Rice en The Story of Robin Hood and His Merrie Men (1952) - Sarah Branch en Sword of Sherwood Forest (1960) - Barbara Rush en Robin and the 7 Hoods (adaptación de la leyenda, 1964) - Gay Hamilton en A Challenge for Robin Hood (1967) - Monica Evans y Nancy Adams en Robin Hood (animación, 1973) | - Audrey Hepburn en Robin and Marian (1976) - Uma Thurman en Robin Hood (1991) - Mary Elizabeth Mastrantonio en Robin Hood: Prince of Thieves (1991) - Amy Yasbeck en Robin Hood: Men in Tights (1993) - Cate Blanchett en Robin Hood (2010) - Grey DeLisle en Robin Hood - Ghosts of Sherwood (2011) - Eve Hewson en Robin Hood (2018) |

### Televisión
| - Josée Richard en Robin Hood (miniserie BBC, 1953) - Bernadette O'Farrell y Patricia Driscoll en The Adventures of Robin Hood (serie, 1955) - Judi Trott, en Robin of Sherwood (serie HTV, 1984-86) - Kate Lonergan en Maid Marian and Her Merry Men (comedia infantil BBC, 1989) - Naoko Matsui en Robin Hood (anime, 1990) - Anna Galvin y Barbara Griffin en The New Adventures of Robin Hood (serie, 1997) - Kate Moss en Blackadder: Back & Forth (2000) - Lucy Griffiths en Robin Hood (serie BBC, 2006) - Christie Laing en Once upon a time (serie ABC, 2012-2015) |